# Blunzengröstl

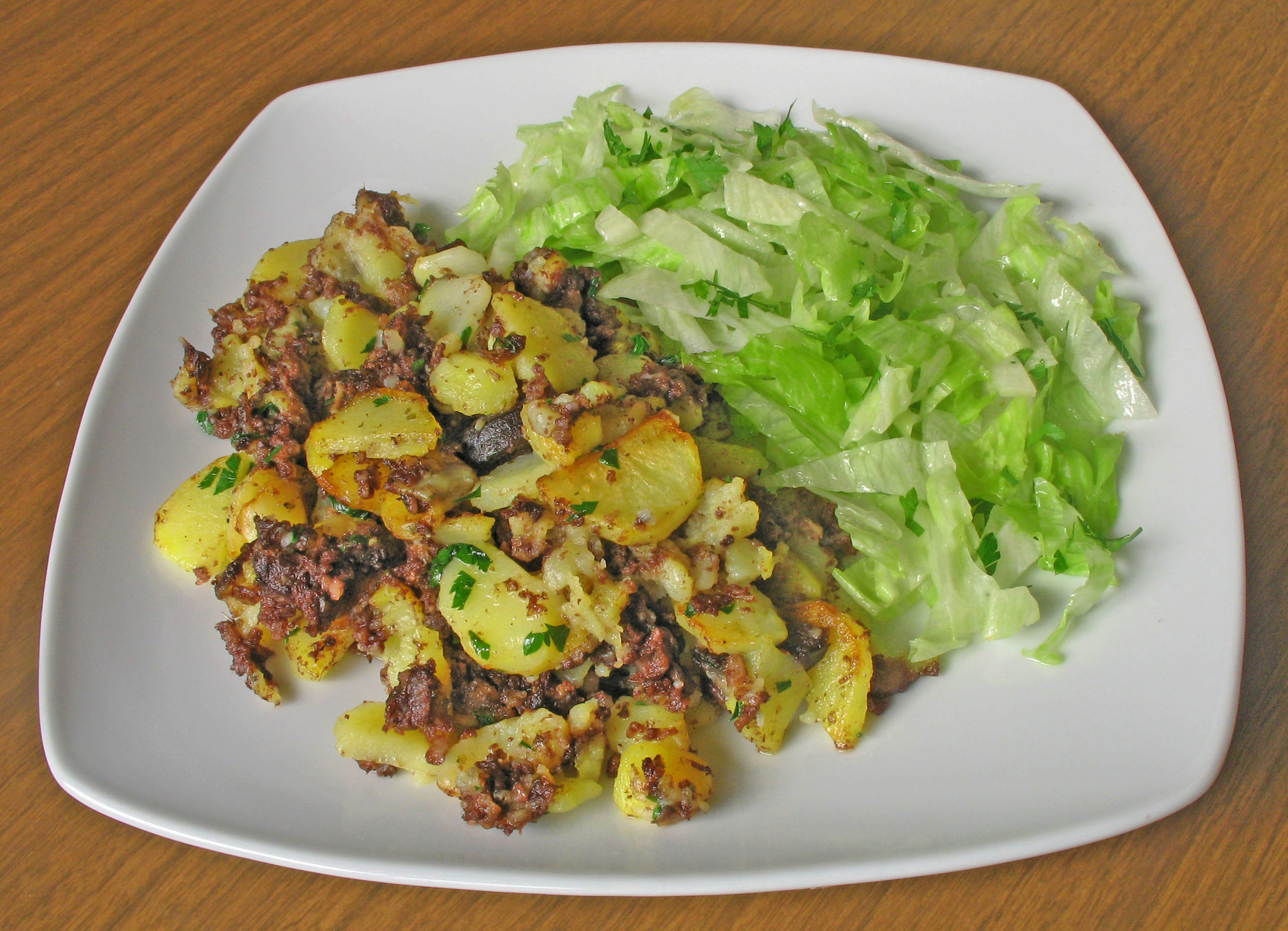
Blunzengröstl mit Salat

Blunzengröstl (auch Blunzengröst’l) ist ein typisch bayerisches und österreichisches Gericht. 
Blunzn, Blunz'n, im Plural auch Blunzen ist die bairisch-österreichische Bezeichnung für Blutwurst; Gröstl ist eine Ableitung von rösten, einem regionalen Synonym für braten. Neben Blutwurst sind gekochte Kartoffeln, Zwiebel und Speck die Hauptzutaten, deren Schnittform beliebig ist. Typische Gewürze sind Kren, Kümmel, Pfeffer, Majoran und Knoblauch. Für die Zubereitung brät man entweder Bratkartoffeln und vermischt diese dann mit den anderen Zutaten oder gart die Zutaten gemeinsam in einer Pfanne. Übliche Beilagen sind Blattsalat, Sauerkraut oder Krautsalat. 